# Île de Fridolin
L'île de Fridolin (en allemand, Fridolinsinsel), du nom de Fridolin de Säckingen, est une île inhabitée du Rhin sur le territoire de l'Allemagne (ville de Bad Säckingen) et la Suisse (commune de Stein). Administrativement, l'île appartient à l'Allemagne depuis 2013.